# Поливанов, Михаил Константинович (1875)
Михаил Константинович Поливанов (1875, Москва — 10 мая 1927, Москва) — русский и советский инженер-электротехник. Профессор МВТУ. Строитель Московского трамвая. Автор первых проектов Московского метрополитена. Один из составителей плана ГОЭЛРО. Отец физика и электротехника К. М. Поливанова.

## Биография
Михаил Поливанов родился в 1875 году в семье служащего Московской городской управы, происходившего из дворян Костромской губернии. Окончив реальное училище К. К. Мизинга, поступил в Императорское Московское техническое училище (ныне МГТУ им. Баумана). После окончания училища в 1897 году продолжил образование в Бельгии. Там в Электротехническом институте Монтефиоре в Льеже он прослушал одногодичный курс и получил звание инженера-электрика.
Работал на заводе швейцарской фирмы «Броун и Бовери», затем перешёл в московское представительство фирмы, где занимался электрификацией предприятий, в основном текстильных. Благодаря ему была запущена первая в России электростанция с паровыми турбинами на Морозовской Никольской мануфактуре в Орехово-Зуеве. С 1902 года работал в московском Управление городских железных дорог (трамваев). В том же году совместно с Е. К. Кнорре разрабатывал первый проект московского метро. В 1911—1912 годах разработал ещё один проект метро, который не был осуществлён из-за начавшейся Первой мировой войны. В Управление городских железных дорог занимал должность начальника подотдела «Центральная станция и подстанции». При строительстве трамвайной электростанции на Винно-соляном дворе (ГЭС-2) предложил установить паровые турбины и турбогенераторы. Участвовал в запуске первой очереди Московского трамвая. Предложил включить в цепь статора сопротивление, ограничивающее пусковой ток, тем самым решив проблемы подстанций снабжавших трамвай электричеством. В качестве автора и консультанта участвовал в проектировании трамвайных систем в Пензе, Воронеже, Баку, Одессе, Смоленске, Симбирске, Архангельске. После начала Первой мировой войны стал начальником отдела городской управы по вооружению армии, наладил производство снарядов в трамвайных мастерских.
После Октябрьской революции 1917 года оставил службу в городской управе. С 1918 года — председатель правления завода «Электросталь». С 1918 года занимался проектированием новых электростанций в Бюро по проектированию угольных станций Комитета государственных сооружений и Главэнерго. В частности, проектировал Каширскую ГРЭС. Работал над составлением плана ГОЭЛРО, участвовал в коллективной работе над главой III — «Характеристика промышленности Центрального района», автор главы V — «Определение мощности электрических станций» и X — «Экономические соображения относительно электрификации Центрально-промышленного района». Участвуя в реализации плана ГОЭЛРО руководил проектированием электрических частей Кизеловской, Нижегородской, Штеровской, Харьковской ГЭС, Днепрогэс. Также работал над теплотехническими системами. Был консультантом по вопросам электрификации железных дорог.
Жил в Москве по адресу: Староконюшенный переулок, дом 35, комната 2. Умер в 1927 году. Похоронен на Ваганьковском кладбище, участок 11.